# アタベリー陰謀事件

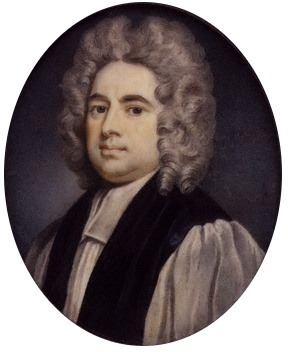
フランシス・アタベリー。肖像画の原作者はゴドフリー・ネラー。

アタベリー陰謀事件（アタベリーいんぼうじけん、英語: Atterbury Plot）は、ロチェスター主教兼ウェストミンスター首席司祭フランシス・アタベリーがステュアート家をグレートブリテン王に復位させるために陰謀を計画した事件。陰謀事件は1715年の反乱が失敗した後、ハノーヴァー朝のホイッグ党政府がすさまじく不人気な時期に起こった。
アタベリーのほか、第4代オーレリー伯爵チャールズ・ボイル、第6代ノース男爵ウィリアム・ノース、サー・ヘンリー・ゴリング、クリストファー・レイヤー、ジョン・プランケット（John Plunkett）、ジョージ・ケリー（George Kelly）なども陰謀に加担した。
アタベリー陰謀事件は1715年ジャコバイト蜂起から1745年ジャコバイト蜂起までの間、ハノーヴァー朝に対する最大の脅威とされている。陰謀は1722年に首謀者の一部が反逆罪で起訴されたことで失敗に終わったが、証拠は少なく、アタベリー自身も教会の役職と国から追われるだけに済んだ。

## 背景
アタベリーはトーリー党の一員で、イングランド国教会高教会派の長だった。1710年、ヘンリー・サシェヴェラルが裁判にかけられると、高教会派が狂信的に行動するようになり、アタベリーはサシェヴェラルの弁護を助け、ホイッグ党内閣を批判するパンフレットを出版しはじめた。政権が交代すると、彼は見返りを得た。アン女王は彼を教会事務の主顧問官に選び、1711年8月にはトーリー党を深く支持していたクライスト・チャーチの学寮長に任命した。1713年、彼はロチェスター主教兼ウェストミンスター首席司祭に昇進した。もしトーリー党が政権の座に留まったままであれば、出世街道一直線なのは確実だったため、彼はハノーヴァー家の王位継承を定めた1701年王位継承法を憎んだ。1714年にアン女王が死去したことも打撃になり、彼は新王ジョージ1世への忠誠の誓いはしたが、新政府と敵対した。彼はジェームズ老僭王一家と間接的に連絡をとっており、1715年ジャコバイト蜂起が勃発したときもほかの聖職者がプロテスタントによる王位継承を支持する宣言に署名したのに対し、アタベリーは署名を拒否した。蜂起が鎮圧されたときに逮捕されたジャコバイト数百人が1717年恩赦法で釈放されると、アタベリーは老僭王と直接文通するようになった。彼は後にハノーヴァー家を捕らえて、老僭王をジェームズ3世として即位させるクーデター陰謀に加担したと疑われた。
1720年の出来事、特に泡沫法の成立と南海会社の崩壊により、親ハノーヴァーのホイッグ党政府が混乱に陥り、大損を出した支配階級の投資者の間ですさまじい不人気になった。アタベリーは機に乗じて老僭王の国務大臣第22代マー伯爵ジョン・アースキン（ジャコバイト宮廷ではマー公爵）と陰謀を計画した。

## 1721年の陰謀

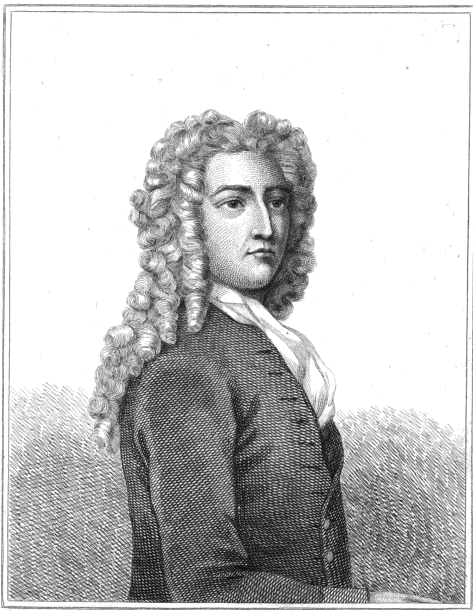
クリストファー・レイヤー

陰謀の目的はジャコバイト蜂起を再び起こすことだった。1715年イギリス総選挙で選出された1716年議会は七年議会法により7年間続く予定で、次の総選挙は1722年の予定だった。そのため、蜂起は選挙に合わせて行うと計画された。
サー・ヘンリー・ゴリングもサセックスのステニング選挙区での再戦を目指していた。彼は1721年3月20日に老僭王に手紙を書き、オーモンド公爵率いるスペインからのアイルランド亡命軍とディロン中将（Dillon）率いるフランスからのアイルランド亡命軍でイングランドを侵攻してステュアート朝を復活させる計画を提供した。
「悪名高いジャコバイト」（notorious Jacobite）ノースおよびグレイ男爵の法律顧問でミドル・テンプルの法廷弁護士クリストファー・レイヤーはストラトフォード＝レ＝ボウのインでほかの陰謀者と定期会合を行い、1721年夏にはロムフォードとレイトンストーンで兵士を徴募した。続いてローマで老僭王と面会、陰謀の詳細を教え、多くの影響力が大きいジャコバイトを代表していると述べた。彼によると、ジャコバイトたちの提案はロンドン塔、イングランド銀行、王立造幣局やウェストミンスターとシティ・オブ・ロンドンの政府建物を占拠して、ハノーヴァー王家を捕らえ、ほかの重要人物を殺害する、というものだった。トーリー党員は挙兵して、国を守るべくロンドンに進軍する予定であるとし、フランス軍のアイルランド大隊はイングランドに上陸して合流するとした。老僭王は王家からの重用を保証、レイヤーはロンドンに戻った。

## 陰謀の露見
陰謀は前年に第一大蔵卿からの辞任を余儀なくされたチャールズ・スペンサーが死去した1722年春に露見した。彼は4月19日に死去したが、同時期にフランス摂政オルレアン公フィリップ2世がロバート・ウォルポールの南部担当大臣カートレット男爵にジャコバイトから5月初のクーデターへの援軍3千人の派遣要請がきたことを知らせた。フランスはオーモンド公の軍勢が港口に向かうためのフランス通過を拒否、アイルランド大隊をダンケルクから移動させたと通告した。サンダーランドの書類は調べられ、老僭王がサンダーランドに感謝を述べた手紙が発見された。
イングランドではジャコバイトが蜂起するのに必要な武器を購入する軍資金が集まらず、マーは1722年3月にゴリングは「実直で熱心な男だが、このたぐいの物事には適さない」との評価を下した。
ウォルポールの手下はジャコバイト陰謀に関する証拠集めを開始した。収穫は少なかったが、ウォルポールはアラン伯爵、ストラフォード伯爵、オーレリー伯爵、ノースおよびグレイ男爵、ゴリング、アタベリー、マー公爵の名代ジョージ・ケリー（George Kelly）、クリストファー・レイヤーの逮捕を命じた。長らくウォルポールの政敵だったアタベリーは陰謀に加担したとして1722年8月24日に逮捕され、反逆罪で起訴される予定となった。アタベリーとオーレリーはロンドン塔に投獄された。10月17日には人身保護法の適用が一時停止された。
ゴリングは8月23日に海外へ逃亡して逮捕を免れ、1731年に死去するまでフランスに留まった。彼は欠席裁判にかけられ、陰謀の首謀者の1人とされた。ゴリングの代理人は彼が侵攻のためにブランデー密輸者1,000人を集めようとしたと供述したため、政府は一時ブランデー密輸対策を強化した。
レイヤーは逮捕されてロンドン塔のアタベリーの部屋に収監された。彼の秘書は監視され、妻もドーヴァーで逮捕されてロンドンに連行された。収監された多くの人と違い、女性2人がレイヤーに不利な証言をした。そして、レイヤーの審理は1722年10月31日に王座裁判所で始まり、ジョン・プラット首席判事による裁判は11月21日に始まった。さらに運悪く、売春宿の店主エリザベス・メイソン（Elizabeth Mason）が所持している、レイヤーのものとされる「スキーム」（Scheme）という反乱の概要を記述した文書が見つかった。また、レイヤーの娘の洗礼式がチェルシーで行われたが、ノースおよびグレイ男爵とオーモンド公爵夫人が名付け親である老僭王夫婦の名代として出席したことが露見した。18時間に渡る裁判の結果、陪審団は全会一致でレイヤーの反逆罪の疑いを有罪とした。1722年11月27日、レイヤーの刑罰は首吊り・内臓抉り・四つ裂きの刑と宣告されたが、彼がほかの首謀者に関する情報を提供することを期待されて処刑が数回延期された。レイヤーが情報提供を拒否したため、1723年5月17日にタイバーンで処刑された。
アタベリーと亡命ジャコバイトの文通は用心深く行われ、有罪となるような証拠は出なかった。そのため、彼は刑罰法案の標的になった。すなわち、教会の職務を解く、生涯国外追放、イギリス人との連絡を禁じるなどの刑罰は裁判所での起訴ではなく、議会の決議でなされることとなった。議会に提出された証拠はハーレクイン（Harlequin）という名前のスパニエル、老僭王からの贈り物、洗面所で見つかった手紙しかなく、アタベリーがホイッグ党の陰謀の被害者ではないかとの疑いが浮上した。しかし刑罰法案は結局1723年5月に庶民院を通過、貴族院でも83票対43票で通過した。刑罰法はレイヤーの処刑から2日前の5月15日に成立した。6月18日、アタベリーはフランスに亡命した。オーレリーはロンドン塔に6か月間囚われた後、証拠不十分として釈放された。
ほかの首謀者ではジョン・プランケットとジョージ・ケリーが逮捕されて、財産没収の刑罰に処された。ノースおよびグレイ男爵も関与したと広く知られていたが、それを証言できる者は全員証言を拒否した。
1723年1月、陰謀を調査するための議会秘密委員会が設立され、同年3月に報告を提出した。1722年教皇派法は地主に1723年のクリスマスまでに宣誓するよう強制、それをしなかった者は財産を登録しなければならず、財産を没収されてしまう可能性もあった。